# Jolobov
Jolobov (en rus: Жолобов) és un poble (un khútor) de l'óblast de Volgograd, a Rússia, segons el cens del 2010 tenia 243 habitants.